# Siemens-Bauunion

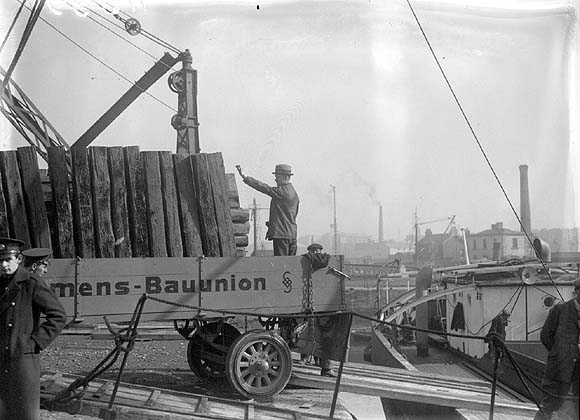
Baustelle Laufkraftwerk The Shannon Scheme in Irland

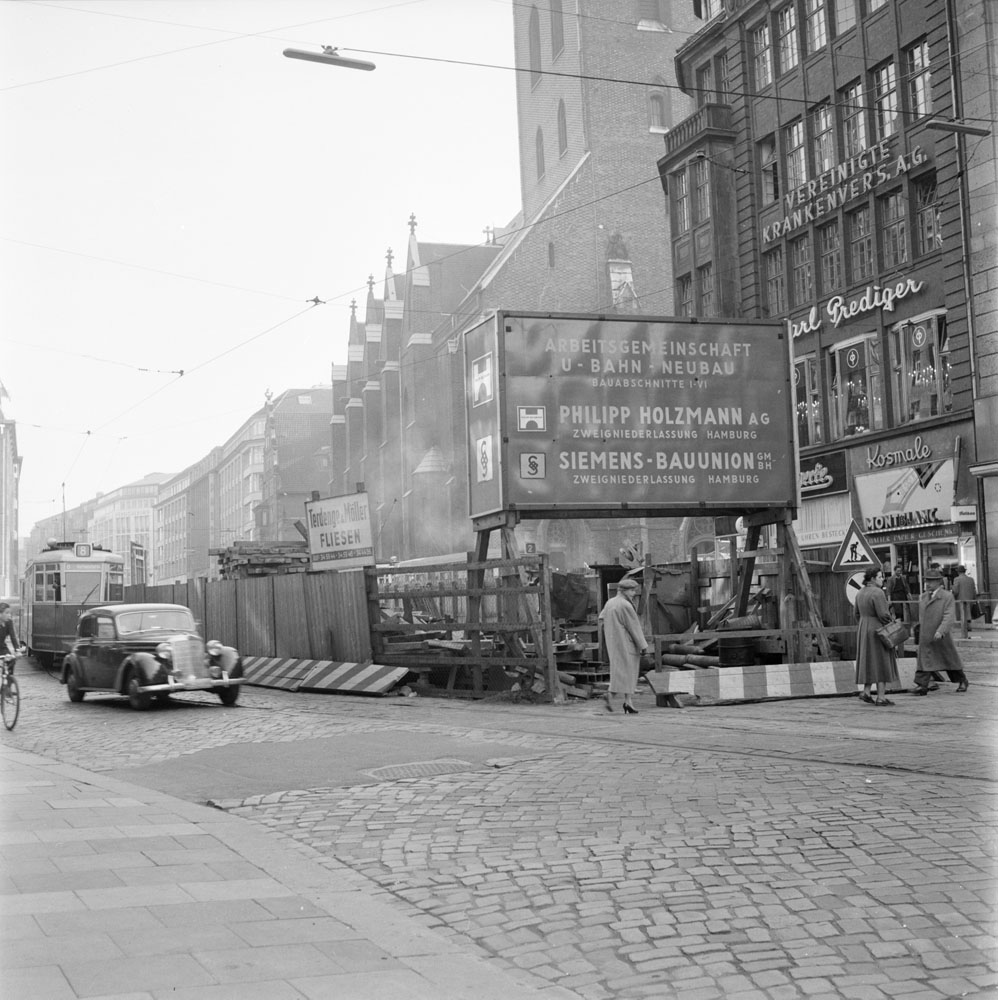
U-Bahn-Neubau in Hamburg, 1956: Arbeitsgemeinschaft Philipp Holzmann & Siemens-Bauunion

Die Siemens-Bauunion (kurz SBU) war eine für Bauaufgaben 1921 gegründete Tochtergesellschaft der Siemens & Halske AG und der Siemens-Schuckert-Werke GmbH. Sie wurde ins Leben gerufen, um Bauaufgaben aus einer Hand anbieten zu können. Zuvor musste die Stammgesellschaft sämtliche Leistungen (beispielsweise Großprojekte) an andere Unternehmen vergeben. Zu den Großprojekten der Siemens-Bauunion gehörten beispielsweise der Bau der Siemensbahn, Bauausführungen für die Westtangente in Berlin und die U-Bahnen in Berlin und Athen, die Transiranische Eisenbahn im Iran sowie die Errichtung der ersten Autobahnkilometer in den 1930er Jahren. Das Ende für die Siemens-Bauunion kam im Jahr 1972, als das Unternehmen an die Dyckerhoff & Widmann AG überging.

## Projekte (Auswahl)
- Rheinbrücke Maxau (Straßenbrücke), Arbeitsgemeinschaft (1963–1966)
- Stuttgarter Fernmeldeturm, Arbeitsgemeinschaft (1969–1971)
- Heizkraftwerk Lichterfelde, Arbeitsgemeinschaft (1970–1974)
- Köhlbrandbrücke , Arbeitsgemeinschaft (1970–1974)